# Vanessa klemensiewiczi
Vanessa klemensiewiczi är en fjärilsart som beskrevs av Schille 1896. Vanessa klemensiewiczi ingår i släktet Vanessa och familjen praktfjärilar. Inga underarter finns listade i Catalogue of Life.